# Sörvattnet, Jämtland
Sörvattnet är en sjö i Strömsunds kommun i Jämtland och ingår i Indalsälvens huvudavrinningsområde. Sjön har en area på 0,303 kvadratkilometer och ligger 318 meter över havet. Sjön avvattnas av vattendraget Gisselåsån.

## Delavrinningsområde
Sörvattnet ingår i det delavrinningsområde (706586-147673) som SMHI kallar för Utloppet av Sörvattnet. Medelhöjden är 319 meter över havet och ytan är 1,06 kvadratkilometer. Räknas de 2 avrinningsområdena uppströms in blir den ackumulerade arean 19,39 kvadratkilometer. Gisselåsån som avvattnar avrinningsområdet har biflödesordning 4, vilket innebär att vattnet flödar genom totalt 4 vattendrag innan det når havet efter 219 kilometer. Avrinningsområdet består mestadels av skog (32 procent) och sankmarker (47 procent). Avrinningsområdet har 0,38 kvadratkilometer vattenytor vilket ger det en sjöprocent på 13,8 procent.